# NHL Draft 2011
El NHL Draft 2011 fue el 49.º NHL Draft de la historia. Fue celebrado los días 24 y 25 de junio de 2011, en el Xcel Energy Center de Saint Paul, siendo la primera vez que se celebra un Draft en esta ciudad desde que lo acogieran los Minnesota North Stars en el NHL Draft de 1989.
Además, fue el lugar en el que se comunicó al mundo que la franquicia de los Atlanta Thrashers se conocería a partir de ahora cómo los Winnipeg Jets, en el momento de realizar su elección (#7).

## Lotería
La lotería del NHL Draft 2011 se celebró el día 12 de abril de 2011, siendo ganada por los New Jersey Devils ganando 4 posiciones hasta colocarse cuartos y permitiendo a los Edmonton Oilers retener la primera elección. Fue la primera vez desde 2007 en el que otro equipo que no sea el peor clasificado de la temporada anterior gana la lotería. 

## Elecciones por ronda
* = All-Star. Jugadores que han sido seleccionados para el partido de los All-Star a lo largo de su carrera, como mínimo 1 vez.
Rondas del draft:
Primera Ronda |
Segunda Ronda |
Tercera Ronda |
Cuarta Ronda |
Quinta Ronda |
Sexta Ronda |
Séptima Ronda
Leyenda de las posiciones

C Centro | D | Defensa | F Extremo | G Portero | LW Extremo izquierdo | RW Extremo derecho

### Primera Ronda
| Elección # | Jugador               | Nacionalidad   | Posición | Equipo destino                             | Equipo origen                    | Liga origen                       |
| ---------- | --------------------- | -------------- | -------- | ------------------------------------------ | -------------------------------- | --------------------------------- |
| 1          | Ryan Nugent-Hopkins   | Canadá         | C        | Edmonton Oilers                            | Red Deer Rebels                  | Western Hockey League             |
| 2          | Gabriel Landeskog     | Suecia         | RW       | Colorado Avalanche                         | Kitchener Rangers                | Ontario Hockey League             |
| 3          | Jonathan Huberdeau    | Canadá         | C        | Florida Panthers                           | Saint John                       | Quebec Major Junior Hockey League |
| 4          | Adam Larsson          | Suecia         | D        | New Jersey Devils                          | Skellefteå AIK                   | ElitSerien (Suecia)               |
| 5          | Ryan Strome           | Canadá         | C        | New York Islanders                         | Niagara IceDogs                  | Ontario Hockey League             |
| 6          | Mika Zibanejad        | Suecia         | C        | Ottawa Senators                            | Djurgårdens IF Hockey            | ElitSerien (Suecia)               |
| 7          | Mark Scheifele        | Canadá         | C        | Winnipeg Jets                              | Barrie Colts                     | Ontario Hockey League             |
| 8          | Sean Coutunier        | Canadá         | C        | Philadelphia Flyers (desde Columbus)1      | Drummondville Voltigeurs         | Quebec Major Junior Hockey League |
| 9          | Dougie Hamilton       | Canadá         | D        | Boston Bruins (desde Toronto)2             | Niagara IceDogs                  | Ontario Hockey League             |
| 10         | Jonas Brodin          | Suecia         | D        | Minnesota Wild                             | Färjestads BK                    | ElitSerien (Suecia)               |
| 11         | Duncan Siemens        | Canadá         | D        | Colorado Avalanche (desde St. Louis)3      | Saskatoon Blades                 | Western Hockey League             |
| 12         | Ryan Murphy           | Canadá         | D        | Carolina Hurricanes                        | Kitchener Rangers                | Ontario Hockey League             |
| 13         | Sven Baertschi        | Suiza          | LW       | Calgary Flames                             | Portland Winterhawks             | Western Hockey League             |
| 14         | Jamie Oleksiak        | Canadá         | D        | Dallas Stars                               | Northeastern Huskies             | Hockey East                       |
| 15         | J.T.Miller            | Estados Unidos | LW       | New York Rangers                           | U.S. National U-18 Team          | United States Hockey League       |
| 16         | Joel Armia            | Finlandia      | RW       | Buffalo Sabres                             | Ässät                            | SM-Liiga (Finlandia)              |
| 17         | Nathan Beaulieu       | Canadá         | D        | Montreal Canadiens                         | Saint John Sea Dogs              | Quebec Major Junior Hockey League |
| 18         | Mark McNeill          | Canadá         | C        | Chicago Blackhawks                         | Prince Albert Raiders            | Western Hockey League             |
| 19         | Oscar Klefborn        | Suecia         | D        | Edmonton Oilers (desde Los Ángeles)4       | Färjestads BK                    | ElitSerien (Suecia)               |
| 20         | Connor Murphy         | Estados Unidos | D        | Phoenix Coyotes                            | U.S. National U-18 Team          | United States Hockey League       |
| 21         | Stefan Noesen         | Estados Unidos | RW       | Ottawa Senators (desde Nashville)5         | Plymouth Whalers                 | Ontario Hockey League             |
| 22         | Tyler Biggs           | Estados Unidos | RW       | Toronto Maple Leafs (desde Anaheim)6       | U.S. National U-18 Team          | United States Hockey League       |
| 23         | Joe Morrow            | Canadá         | D        | Pittsburgh Penguins                        | Portland Winterhawks             | Western Hockey League             |
| 24         | Matt Puempel          | Canadá         | LW       | Ottawa Senators (desde Detroit)7           | Peterborough Petes               | Ontario Hockey League             |
| 25         | Stuart Percy          | Canadá         | D        | Toronto Maple Leafs (desde Philadelphia)8  | Mississauga St. Michael's Majors | Ontario Hockey League             |
| 26         | Philipp Danault       | Canadá         | LW       | Chicago Blackhawks (desde Washington)9     | Victoriaville Tigres             | Quebec Major Junior Hockey League |
| 27         | Vladislav Namestnikov | Rusia          | C        | Tampa Bay Lightning                        | London Knights                   | Ontario Hockey League             |
| 28         | Zack Phillips         | Canadá         | C        | Minnesota Wild (desde San Jose)10          | Saint John Sea Dogs              | Quebec Major Junior Hockey League |
| 29         | Nicklas Jensen        | Dinamarca      | LW       | Vancouver Canucks                          | Oshawa Generals                  | Ontario Hockey League             |
| 30         | Rickard Rakell        | Suecia         | RW       | Anaheim Ducks (desde Boston via Toronto)11 | Plymouth Whalers                 | Ontario Hockey League             |

#### Datos Primera ronda
1. Elección según lo pactado el 23 de junio de 2011, en el traspaso entre Philadelphia Flyers y Columbus Blue Jackets. Columbus recibió a Jeff Carter a cambio de la primera ronda del NHL Draft 2011 (elección #8).
2. Elección según lo pactado el 18 de septiembre de 2009, en el traspaso entre Boston Bruins y Toronto Maple Leafs. Toronto recibió a Phil Kessel a cambio de la primera ronda del NHL Draft 2010 (elección #2) y segunda ronda del NHL Draft 2010 (elección #32), y la primera ronda del NHL Draft 2011 (elección #9). 
3. Elección según lo pactado el 19 de febrero de 2011, en el traspaso entre Colorado Avalanche y Saint Louis Blues. Saint Louis recibió a Kevin Shattenkirk, Chris Steward y la segunda ronda del NHL Draft 2011 (elección #32) a cambio de Erik Johnson, Jay McClement y la primera ronda del NHL Draft 2011 (elección #11).
4. Elección según lo pactado el 28 de febrero de 2011, en el traspaso entre Edmonton Oilers y Los Angeles Kings. Los Angeles recibió a Dustin Penner a cambio de Colten Teubert, la tercera ronda del NHL Draft 2012 (elección #91) y la primera ronda del NHL Draft 2011 (elección #19).
5. Elección según lo pactado el 10 de febrero de 2011, en el traspaso entre Ottawa Senators y Nashville Predators. Nashville recibió a Mike Fisher a cambio de la tercera ronda del NHL Draft 2012 (elección #82) y la primera ronda del NHL Draft 2011 (elección #21).
6. Elección según lo pactado el 24 de junio de 2011, en el traspaso entre Toronto Maple Leafs y Anaheim Ducks. Anaheim recibió la primera ronda del NHL Draft 2011 (elección #30) y la segunda ronda del NHL Draft 2011 (elección #39) a cambio de la primera ronda del NHL Draft 2011 (elección #22).
7. Elección según lo pactado el 24 de junio de 2011, en el traspaso entre Ottawa Senators y Detroit Red Wings. Detroir recibió la segunda ronda del NHL Draft 2011 (elección #35) y la segunda ronda de Chicago del NHL Draft 2011 (elección #48) a cambio de la primera ronda del NHL Draft 2011 (elección #24).
8. Elección según lo pactado el 14 de febrero de 2011, en el traspaso entre Toronto Maple Leafs y Philadelphia Flyers. Philadelphia recibió a Kris Versteeg a cambio de la tercera ronda del NHL Draft 2011 (elección #86) y la primera ronda del NHL Draft 2011 (elección #25).
9. Elección según lo pactado el 24 de junio de 2011, en el traspaso entre Chicago Blackhawks y Washington Capitals. Washington recibió a Troy Brouwer a cambio de la primera ronda del NHL Draft 2011 (elección #26).
10. Elección según lo pactado el 24 de junio de 2011, en el traspaso entre Minnesota Wild y San Jose Sharks. San Jose recibió a Brent Bruns y la segunda ronda del NHL Draft 2012 (elección #37) a cambio de Devin Setoguchi, Charlie Coyle y la primera ronda del NHL Draft 2011 (elección #28).
11. Elección según lo pactado el 24 de junio de 2011, en el traspaso entre Anaheim Ducks y Toronto Maple Leafs. Toronto recibió la primera ronda del NHL Draft 2011 (elección #22) a cambio de la segunda ronda del NHL Draft 2011 (elección #39) y la primera ronda del NHL Draft 2011 (elección #30).
Previamente, y según lo pactado el 18 de febrero de 2011 en el traspaso entre Toronto Maple Leafs y Boston Bruins. Boston recibió a Tomas Kaberle a cambio de Joe Colborne, la segunda ronda del NHL Draft 2012 (elección #54) y la primera ronda del NHL Draft 2011 (elección #30).

### Segunda Ronda
| Elección # | Jugador                | Nacionalidad    | Posición | Equipo destino                                                | Equipo origen               | Liga origen                       |
| ---------- | ---------------------- | --------------- | -------- | ------------------------------------------------------------- | --------------------------- | --------------------------------- |
| 31         | David Musil            | República Checa | D        | Edmonton Oilers                                               | Vancouver Giants            | Western Hockey League             |
| 32         | Ty Rattie              | Canadá          | RW       | St.Louis Blues (desde Colorado)1                              | Portland Winterhawks        | Western Hockey League             |
| 33         | Rocco Grimaldi         | Estados Unidos  | C        | Florida Panthers                                              | U.S. National U-18 Team     | United States Hockey League       |
| 34         | Scott Mayfield         | Estados Unidos  | D        | New York Islanders                                            | Youngstown Phantoms         | United States Hockey League       |
| 35         | Tomas Jurco            | Eslovaquia      | RW       | Detroir Red Wings (desde Ottawa)2                             | Saint John Sea Dogs         | Quebec Major Junior Hockey League |
| 36         | Adam Clendening        | Estados Unidos  | D        | Chicago Blackhawks (desde Winnipeg)3                          | Boston University Terriers  | Hockey East                       |
| 37         | Boone Jenner           | Canadá          | C        | Columbus Blue Jackets                                         | Oshawa Generals             | Ontario Hockey League             |
| 38         | Magnus Hellberg        | Suecia          | G        | Nashville Predators (desde New Jersey)4                       | Almtuna IS                  | HockeyAllsvenkan (Suecia Jr.)     |
| 39         | John Gibson            | Estados Unidos  | G        | Anaheim Ducks (desde Toronto)5                                | U.S. National U-18 Team     | United States Hockey League       |
| 40         | Alexander Khokhalachev | Rusia           | C/LW     | Boston Bruins (desde Minnesota)6                              | Windsor Spitfires           | Ontario Hockey League             |
| 41         | Dmitrij Jaskin         | República Checa | RW       | St. Louis Blues                                               | HC Slavia Praha             | Czech Extraliga                   |
| 42         | Victor Rask            | Suecia          | C        | Carolina Hurricanes                                           | Leksands IF                 | HockeyAllsvenkan (Suecia Jr.)     |
| 43         | Brandon Saad           | Estados Unidos  | LW       | Chicago Blackhawks (desde Calgary Flames vía Toronto)7        | Saginaw Spirit              | Ontario Hockey League             |
| 44         | Brett Ritchie          | Canadá          | RW       | Dallas Stars                                                  | Sarnia Sting                | Ontario Hockey League             |
| 45         | Markus Granlund        | Finlandia       | C        | Calgary Flames (desde NY Rangers)8                            | HIFK                        | SM-Liiga (Finlandia)              |
| 46         | Joel Edmundson         | Canadá          | D        | St. Louis Blues (desde Buffalo)9                              | Moose Jaw Warriors          | Western Hockey League             |
| 47         | Matthew Nieto          | Estados Unidos  | LW       | San Jose Sharks (desde Montreal vía Florida)10                | Boston University Terriers  | Hockey East                       |
| 48         | Xavier Ouellet         | Canadá          | D        | Detroit Red Wings (desde Chicago vía Ottawa]]11               | Montreal Junior Hockey Club | Quebec Major Junior Hockey League |
| 49         | Christopher Gibson     | Suecia          | G        | Los Angeles Kings                                             | Chicoutimi Sangenéens       | Quebec Major Junior Hockey League |
| 50         | Johan Sundstrom        | Suecia          | C        | New York Islanders (desde Montreal;compensación)12            | Frölunda HC                 | ElitSerien (Suecia)               |
| 51         | Alexander Ruutu        | Finlandia       | C        | Phoenix Coyotes                                               | Jokerit                     | SM-Liiga (Finlandia)              |
| 52         | Miikka Salomaki        | Finlandia       | RW       | Nashville Predators                                           | Oulun Kärpät                | SM-Liiga (Finlandia)              |
| 53         | William Karlsson       | Suecia          | C        | Anaheim Ducks                                                 | VIK Västerås HK             | HockeyAllsvenkan (Suecia Jr.)     |
| 54         | Scott Harrington       | Canadá          | D        | Pittsburgh Penguins                                           | London Knights              | Ontario Hockey League             |
| 55         | Ryan Sproul            | Canadá          | D        | Detroit Red Wings                                             | Sault Ste. Marie Greyhounds | Ontario Hockey League             |
| 56         | Lucas Lessio           | Canadá          | LW       | Phoenix Coyotes (desde Philadelphia)13                        | Oshawa Generals             | Ontario Hockey League             |
| 57         | Tyler Wotherspoon      | Canadá          | D        | Calgary Flames (desde Washington vía Carolina y NY Rangers)14 | Portland Winterhawks        | Western Hockey League             |
| 58         | Nikita Kucherov        | Rusia           | W        | Tampa Bay Lightning                                           | CSKA Moscow                 | Kontinental Hockey League (Rusia) |
| 59         | Rasmus Bengtsson       | Suecia          | D        | Florida Panthers (desde San Jose)15                           | Rögle BK                    | HockeyAllsvenkan (Suecia Jr.)     |
| 60         | Mario Lucia            | Estados Unidos  | LW       | Minnesota Wild (desde Vancouver)16                            | Wayzata High School         | United States High School-MN      |
| 61         | Shane Prince           | Estados Unidos  | C        | Ottawa Senators (desde Boston)17                              | Ottawa 67's                 | Ontario Hockey League             |

#### Datos Segunda ronda
- Datos: Q1510106
- Multimedia: 2011 NHL Entry Draft / Q1510106